# Cape Fear (1991)
Cape Fear (bra: Cabo do Medo; prt: O Cabo do Medo) é um filme estadunidense de suspense psicológico de 1991, dirigido por Martin Scorsese como um remake do filme de 1962 com o mesmo nome, baseado no romance de John D. MacDonald de 1957, The Executioners. É estrelado por Robert De Niro, Nick Nolte, Jessica Lange, Joe Don Baker, Juliette Lewis, Robert Mitchum e Gregory Peck em seu papel final no cinema. Além de Mitchum e Peck, participações especiais de Martin Balsam no remake; todos os três estrelaram o filme original.
O filme conta a história de um condenado por estupro que, principalmente usando seu novo conhecimento da lei e suas inúmeras brechas, busca vingança contra um ex-defensor público, a quem ele culpa por seus 14 anos de prisão por causa das táticas de defesa propositalmente erradas usado durante seu julgamento.
Cape Fear marca a sétima colaboração entre Scorsese e De Niro. O filme foi um sucesso comercial e recebeu críticas positivas, recebendo indicações ao Oscar e ao Globo de Ouro de Melhor Ator (De Niro) e Melhor Atriz Coadjuvante (Juliette Lewis).

## Sinopse
Sam Bowden (Nick Nolte) é advogado e mora na Carolina do Norte com sua esposa Leigh (Jessica Lange) e sua filha adolescente Danielle (Juliette Lewis). Max Cady (Robert De Niro), um ex-cliente seu, é libertado da prisão após 14 anos. Cady foi julgada por estupro e agressão de uma garota de 16 anos e, chocado com o ataque, Sam enterrou evidências da promiscuidade da vítima, o que pode ter aliviado a sentença de Cady ou mesmo garantido sua absolvição.
Bowden acredita que Cady, que era analfabeto na época de sua condenação, permanece inconsciente de sua defesa propositalmente malfeita. Sem que ele saiba, entretanto, seu ex-cliente é um psicopata naturalmente inteligente e obstinado; ele aprendeu a ler e estudou direito na prisão, e até mesmo sem sucesso apelou contra sua própria condenação várias vezes. Ele rastreia Sam e começa a aterrorizar a família Bowden; ele se esconde perto da propriedade e o cachorro da família é misteriosamente morto. Sam tenta prender Cady, mas a polícia não tem evidências de um crime. Depois de cruzar intencionalmente com ela em um bar, Cady ataca violentamente e estupra a funcionária do Tribunal do Condado Lori, que está apaixonada por Sam. Apesar do conselho de Sam, ela se recusa a prestar queixa por medo de que o flerte platônico deles se torne público, bem como por não ser interrogada e humilhada por seus próprios colegas. Sam contrata um detetive particular, Kersek, para seguir Cady.
Cady aborda Danielle personificando seu novo professor de teatro e fingindo um interesse pouco ortodoxo em sua angústia adolescente. Ele a atrai para o teatro da escola, compartilha um baseado com ela, manipula sua libido e atração por ele e a beija. Seus pais encontram o baseado em seu livro escolar, e a timidez de Danielle sobre a extensão da sedução de Cady leva Sam ao ponto do desespero. Ele então concorda com o plano de Kersek, que ele havia descartado antes, de espancar Cady. Ele também dá a Cady um aviso final, que Cady secretamente grava com um gravador escondido. Os três capangas contratados de Kersek abordam e batem em Cady enquanto Sam observa de longe, mas Cady vira a maré sobre seus agressores e os vence violentamente em vez disso. Cady então usa a gravação da ameaça de Sam e uma exibição exagerada de seus próprios ferimentos para entrar com um pedido de restrição contra Sam. O advogado de Cady também pede a remoção de Sam para a Comissão de Ética da ABA, desencadeando assim uma reunião de emergência de dois dias em Raleigh.
Kersek antecipa a intenção de Cady de entrar na casa dos Bowden enquanto Sam estiver em Raleigh; a família finge a partida de Sam e se esconde na casa, esperando que Cady invada, para que ele possa ser baleado em legítima defesa. Cady mata a governanta da família Bowden, Graciela, e veste sua roupa antes de assassinar Kersek por garrote vil com uma corda de piano e atirando-o com sua própria pistola. Horrorizados após descobrirem os corpos, Sam, Leigh e Danielle fogem para sua casa flutuante ancorada ao longo do rio Cabo Fear.
Cady, que seguiu a família, ataca Sam e se prepara para estuprar Leigh e Danielle enquanto faz Sam assistir. Danielle borrifa Cady com fluido de isqueiro enquanto ele acende um charuto, envolvendo-o em chamas e fazendo-o pular do barco. No entanto, Cady se agarra a uma corda e se puxa de volta a bordo. Enquanto o barco é sacudido por uma violenta tempestade, Cady, gravemente queimado e enlouquecido, confronta Sam, colocando-o em um julgamento simulado por sua negligência deliberada 14 anos atrás. Apesar da insistência de Sam de que Cady se gabou de ter espancado duas acusações de estupro anteriores e de que seu crime era hediondo demais para que o relatório de promiscuidade fosse levado em consideração, Cady o repreende por não cumprir seu dever como advogado.
A tempestade eventualmente derruba Cady, permitindo que Sam ganhe vantagem quando as mulheres pularem do barco e chegarem à costa. Sam usa as algemas de Cady para algemar Cady ao barco. Quando o barco bate em uma rocha e é destruído, a luta continua na costa, mas uma maré forte leva Cady para longe e ele se afoga falando em línguas e cantando o hino "On Jordan's Stormy Banks I Stand". Sam lava o sangue de suas mãos antes de se juntar a Leigh e Danielle, que percebe que as coisas nunca mais serão as mesmas para eles.

## Elenco
- Robert De Niro ....  Max Cady
- Nick Nolte ....  Sam Bowden
- Jessica Lange ....  Leigh Bowden
- Juliette Lewis ....  Danielle Bowden
- Joe Don Baker ....  Claude Kersek
- Robert Mitchum ....  tenente Elgart
- Gregory Peck ....  Lee Heller
- Martin Balsam ....  juiz
- Illeana Douglas ....  Lori Davis
- Fred Dalton Thompson ....  Tom Broadbent
- Zully Montero ....  Graciela
- Domenica Cameron-Scorsese ....  namorada de Danny

## Produção
O filme foi adaptado por Wesley Strick a partir do roteiro original de James R. Webb, que foi uma adaptação do romance The Executioners de John D. MacDonald.
Foi originalmente desenvolvido por Steven Spielberg, que acabou decidindo que era muito violento e trocou-o com Scorsese para recuperar a Schindler's List, que Scorsese decidiu não fazer. Spielberg continuou como produtor, por meio de sua Amblin Entertainment, mas optou por não ser creditado pessoalmente no filme final.
Apesar de ter trabalhado com Nolte em New York Stories (1989), Scorsese não tinha ele em mente para interpretar Sam Bowden e queria que Harrison Ford fizesse o papel. Ford, no entanto, concordou em fazer o filme apenas se fosse interpretar Max Cady. Nolte, que estava interessado em interpretar Bowden, conseguiu convencer Scorsese a escalá-lo para o papel. Além disso, Drew Barrymore e Reese Witherspoon fizeram o teste para o papel de Danielle Bowden e Spielberg supostamente queria que Bill Murray interpretasse Cady.
Nick Nolte, com 1,85 m, é mais alto que Robert De Niro, com 1,77 m, mas para o filme, Nolte perdeu peso e De Niro desenvolveu músculos até parecer ser o homem mais forte. De Niro também pagou a um médico US$5.000 para apertar seus dentes para o papel e dar ao personagem uma aparência mais ameaçadora, mais tarde pagou US$20.000 para ter seus dentes restaurados depois que a produção do filme acabou.
O trabalho de Alfred Hitchcock também influenciou o estilo de Cape Fear. Como na versão cinematográfica de 1962, onde o diretor J. Lee Thompson reconheceu especificamente a influência de Hitchcock, se esforçou para usar o estilo de Hitchcock e fez Bernard Herrmann escrever a trilha sonora, Scorsese fez sua versão à maneira de Hitchcock, especialmente através do uso de ângulos de câmera incomuns, iluminação e técnicas de edição. Além disso, a versão de Scorsese tem créditos iniciais desenhados pelo companheiro de colaboração regular de Hitchcock, Saul Bass, e o link para Hitchcock é cimentado pela reutilização da trilha original de Herrmann, embora retrabalhada por Elmer Bernstein. Partes das sequências do título de Bass são reutilizadas do final inédito de seu filme Phase IV.

## Recepção

### Bilheteria
O filme foi um sucesso de bilheteria, arrecadando $182.291.969 em todo o mundo com um orçamento de $35 milhões.

### Resposta crítica
No site Rotten Tomatoes o filme mantém um índice de aprovação de 75% com base em 51 comentários, com uma pontuação média de 7/10. O consenso dos críticos do site diz: "Inteligente e estiloso, Cape Fear é um grande choque de Martin Scorsese, com uma performance aterrorizante de Robert De Niro." No Metacritic, o filme tem uma pontuação média ponderada de 73 de 100, com base em 9 críticos, indicando "críticas geralmente favoráveis". O público entrevistado pela CinemaScore deu ao filme uma nota média de "B+" em uma escala de A+ a F.
Roger Ebert deu ao filme três estrelas, comentando:
Cape Fear é uma produção cinematográfica impressionante, mostrando Scorsese como um mestre de um gênero tradicional de Hollywood, que é capaz de moldá-lo de acordo com seus próprios temas e obsessões. Mas quando vejo este filme de $35 milhões com grandes estrelas, efeitos especiais e valores de produção, me pergunto se ele representa um bom presságio do melhor diretor agora no trabalho.

## Principais prêmios e indicações
Oscar 1992 (EUA)
- Indicado
  - Oscar de melhor ator (Robert de Niro)[1]
  - Oscar de melhor atriz coadjuvante (Juliette Lewis)[1]

Globo de Ouro 1992 (EUA)
- Indicado
  - Globo de Ouro de melhor ator em filme dramático (Robert De Niro)[15]
  - Globo de Ouro de melhor atriz coadjuvante em cinema (Juliette Lewis)[15]

Kansas City Film Critics Circle Awards 1992 (EUA)
- Vencedor na categoria de Melhor Atriz Coadjuvante (Juliette Lewis).[16]

BAFTA 1993 (Reino Unido)
- Indicado nas categorias de Melhor Edição[17] e Melhor Fotografia.[17]

Festival de Berlim 1992 (Alemanha)
- Indicado ao Urso de Ouro.[18]

MTV Movie Awards 1992 (EUA)
- Indicado nas categorias de Melhor Beijo (Juliette Lewis e Robert De Niro)[19], Melhor Atuação Masculina (Robert De Niro)[carece de fontes?] e Melhor Vilão (Robert De Niro)[carece de fontes?].

## Na cultura popular
O filme foi parodiado no episódio dos The Simpsons de 1993, "Cape Feare", com Sideshow Bob no papel de Cady. Eles também prestam homenagem a outro filme de Robert Mitchum, The Night of the Hunter, em que os nós dos dedos de Sideshow Bob (reduzidos para um personagem de desenho animado com um dedo a menos em cada mão) dizem "Luv" (Amor) e "Hāt" (Ódio, com a marca diacrítica fornecendo a vogal longa). Essa paródia foi a própria base para a peça de Anne Washburn, Mr. Burns, a Post-Electric Play, que imagina trupes de teatro pós-apocalípticas tentando recriar o episódio e, por extensão, os dois filmes e o romance.
Em 1995, o lutador profissional Dan Spivey fez sua estreia na WWF (agora WWE) sob o nome de ringue, Waylon Mercy, com seu gimmick baseado na interpretação de Max Cady de De Niro. No entanto, ele durou apenas alguns meses com a empresa, pois Spivey foi forçado a se aposentar devido a um acúmulo de lesões anteriores, e o personagem foi abandonado. Em 2013, a WWE estreou Bray Wyatt, outro personagem parcialmente baseado não apenas na interpretação de De Niro, mas também em Waylon Mercy.
Em um episódio de Seinfeld, intitulado "The Red Dot", Elaine Benes faz uma referência ao filme enquanto seu namorado invade seu escritório para se vingar de Jerry por tê-lo feito perder o emprego. Em outro episódio de Seinfeld, “The Bookstore”, depois de Jerry criticar Tio Leo por roubar em uma livraria, Jerry tem um pesadelo em que Leo está levantando a cabeça, malhando na prisão para se vingar de Jerry assim que ele finalmente for solto. Compartilhando a mesma trilha sonora assustadora do filme, um close-up do tio Leo é visto com “Jerry” e “Hello” tatuados em cada mão. Esta é uma referência clara ao personagem de Robert De Niro em Cape Fear.
No episódio "Ricksy Business" de Rick and Morty, Lucy, a empregada louca que tenta estuprar Jerry, é mostrada agarrada ao chassi de seu carro enquanto eles dirigem para casa, gritando loucamente "Ha, estou fazendo como em Cape Fear!"
No episódio "Mac and Charlie Die part 1", de It's Always Sunny in Philadelphia uma cena em que Luther, o pai de Mac, é libertado da prisão, é baseada na cena em que o personagem de Robert De Niro é solto.
No episódio "Pré-School" de South Park, o personagem de Trent Boyett e sua busca por vingança e as cenas de levantamento de peso são referências a Cape Fear e ao remake de 1991 com o mesmo nome.